# North Bennington
North Bennington ist ein Village in der Town Bennington im Bennington County des Bundesstaates Vermont in den Vereinigten Staaten mit 1716 Einwohnern (laut Volkszählung des Jahres 2020).

## Geographie

### Geografische Lage
North Bennington liegt im Nordwesten der Town Bennington. Nördlich grenzt Shaftsbury mit dem Lake Paran an, dessen Wasser im Paran Creek die Town in südlicher Richtung durchfließt und bereits in der Vergangenheit mehrfach für den Betrieb von Mühlen aufgestaut wurde, bevor er in den Walloomsac River mündet, der das Village im Süden begrenzt. Im Westen verläuft die Grenze zum Bundesstaat New York. Im Süden liegt das Bennington College.

## Geschichte

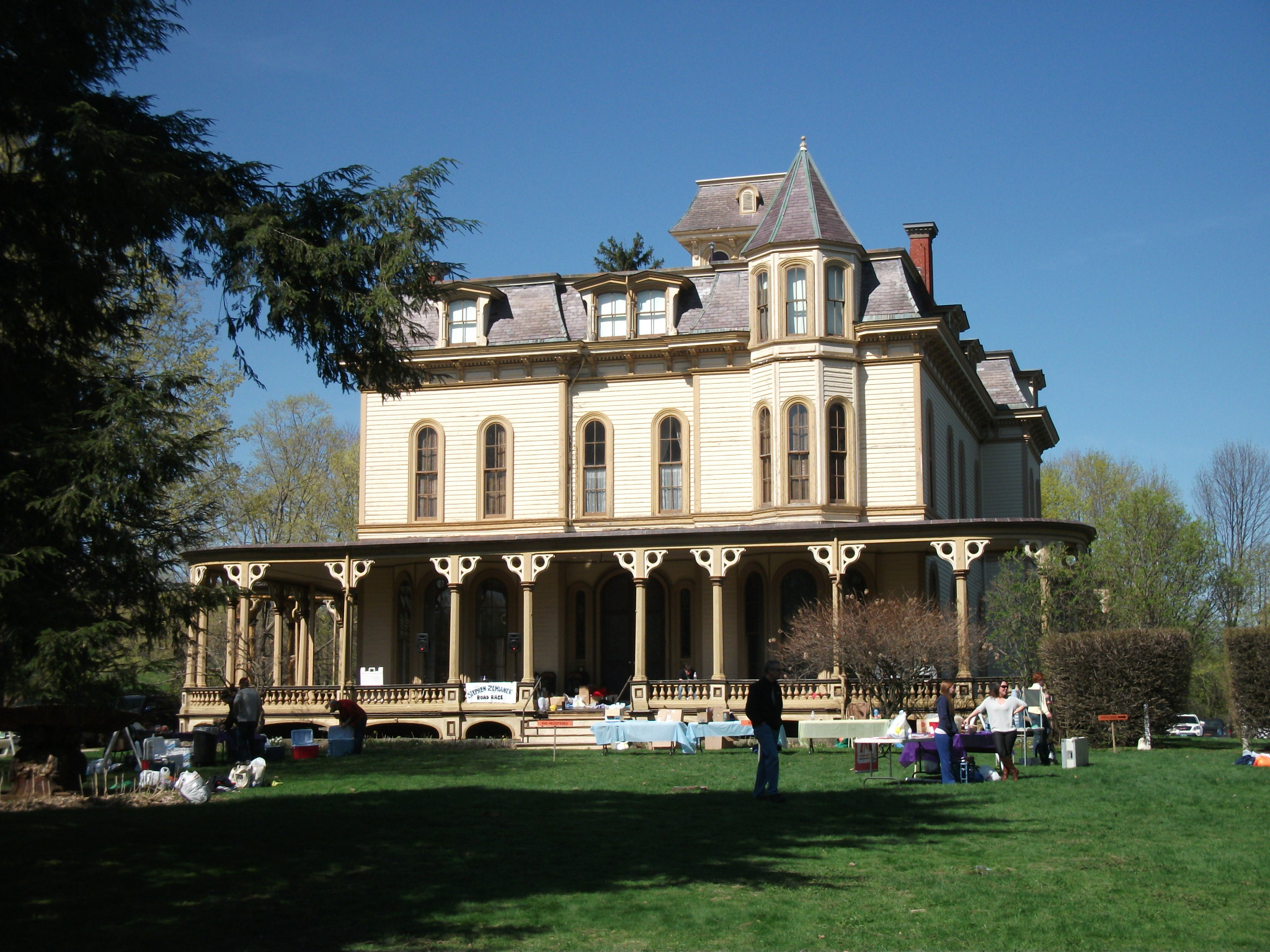
Park-McCullough Historic House

Das Village entwickelte sich nach der Besiedlung der Town durch seine gute Lage im Tal des Paran Creeks. Sein Wasser wurde zunächst für den Betrieb von Schrot- und Holzmühlen aufgestaut, später kamen Papiermühlen und die Möbelindustrie hinzu. Cushman Furniture produzierte hier und verkaufte seine Produkte im kompletten Land. Heute sind mehrere größere Firmen in North Bennington angesiedelt. Zu den bekanntesten gehören National Hanger Company, PortaBrace und Sterling Gun Drills.
North Bennington entwickelte sich auch zu einem Zentrum für Künstler und Schriftsteller. Die Schriftstellerin Shirley Jackson lebte in North Bennington und schrieb hier ihr Buch The Lottery. Auch die Schriftstellerin Jamica Kincaid, der Schriftsteller Robert Frost und der Maler Kenneth Noland lebten in North Bennington.
Der North Bennington Historic District wurde im Jahr 1980 ins National Register of Historic Places aufgenommen. Er hat eine Größe von 112 Acre (45,32 Hektar). Ein wichtiges Gebäude ist das Park-McCullough Historic House mit seinen 36 Zimmern. Im Jahr 2009 wurde die H.C. White site im Süden des Villages zum National Register hinzugefügt.

## Einwohnerentwicklung
| Jahr      | 1900 | 1910 | 1920 | 1930 | 1940 | 1950 | 1960 | 1970 | 1980 | 1990 |
| --------- | ---- | ---- | ---- | ---- | ---- | ---- | ---- | ---- | ---- | ---- |
| Einwohner | 670  | 663  | 818  | 933  | 992  | 1327 | 1437 | 984  | 1685 | 1520 |
| Jahr      | 2000 | 2010 | 2020 | 2030 | 2040 | 2050 | 2060 | 2070 | 2080 | 2090 |
| Einwohner | 1428 | 1643 | 1716 |      |      |      |      |      |      |      |

Volkszählungsergebnisse North Bennington, Vermont

## Wirtschaft und Infrastruktur

### Verkehr
Durch die Bahnstrecke North Bennington–Chatham ist North Bennington mit weiteren Städten in Vermont verbunden. Die Vermont State Route 67 sowie in ihrer Verlängerung die Vermont State Route 67A verlaufen in nordsüdlicher Richtung durch das Village.

### Öffentliche Einrichtungen
Das Hospital für Bennington und die Nachbargemeinden, das Southwestern Medical Center, mit 99 Betten ist im Village North Bennington angesiedelt. Es umfasst neben den üblichen Einrichtungen ein Rehabilitationszentrum für Herzerkrankungen mit 150 Betten und das regionale Krebszentrum. Es stellt das medizinische Zentrum für 70.000 Menschen dar.

### Bildung
North Bennington gehört mit Bennington, Pownal, Shaftsbury und Woodford zur Southwest Vermont Supervisory Union.
In Bennington sind vier Grundschulen angesiedelt, die von einer Middle- und Highschool ergänzt werden. Das Angebot wird durch zwei Berufsschulen erweitert. Das Bennington College in North Bennington bietet eine weiterführende Ausbildung in vielerlei künstlerischen Berufen und wird von z. T. berühmten Künstlern aus Literatur, Bildhauerei und Malerei gelehrt.

## Persönlichkeiten

### Persönlichkeiten, die vor Ort gewirkt haben
- Bill Dixon (1925–2010), Trompeter und Pianist
- Shirley Jackson (1916–1965), Schriftstellerin
- John G. McCullough (1835–1915), Politiker und Gouverneur des Bundesstaates Vermont